# Bellosguardo
Bellosguardo è un comune italiano di 670 abitanti della provincia di Salerno in Campania.

## Geografia fisica
Il territorio comunale, di 16 km², comprende un'area montuosa del Cilento, tra il fossa Fasanella e il fiume Ripiti, all'interno del Parco nazionale del Cilento e Vallo di Diano. I centri abitati più vicini sono Roscigno, Corleto Monforte e Castel San Lorenzo.
- Classificazione sismica: zona 2 (sismicità media), Ordinanza P.C.M. 3274 del 20/03/2003.
- Classificazione climatica: zona D, 1913 GG.

## Origini del nome
Formato dall'unione di "bello" e "sguardo", chiamato in passato Belrisguardo in virtù del panorama che si può ammirare dalla collina del paese.
Altre fonti, invece, attribuiscono la scelta del nome ad una leggenda su un eroe del luogo risalente al 338 a.C., anno in cui scoppiò, per futili motivi, una guerra tra Lucani e Tarantini. Questi chiesero aiuto a Sparta. Si ebbe un primo scontro terminato con la vittoria lucana, ma pochi anni dopo le ostilità tra i due popoli si riaccesero. Ancora una volta la città ionica chiese aiuto e così sbarcò a Taranto il re dell’Epiro con un forte esercito.
Il comando lucano fu affidato ad un giovane nativo del territorio fra gli odierni Roscigno e Bellosguardo. Era un giovane che, per la sua bellezza e la sua forza, fu chiamato Berlisguardo. Le forze lucane del salernitano si concentrarono a Paestum per poi prendere la via del sud. Una notte però, il capitano lucano, dopo aver assalito l’accampamento greco, perse la vita, finito con la spada dal capitano nemico. Ciò provocò un forte senso di rabbia in Berlisguardo che si lanciò contro il comandante greco, ma i soldati lo costrinsero a ritirarsi. I Greci, per riordinare le forze, rientrarono a Pandosia. Berlisguardo scorse il re macedone sulla sponda dell’Acheronte e lo finì con uno spiedo nella schiena. Dopo uno scontro con due soldati perse prima le braccia e poi la vita. Il suo cadavere fu preso, lavato, profumato e quindi seppellito nel luogo natio. Fu considerato un vero eroe, poiché aveva messo fine alla guerra. La sua salma fu deposta in piazza e dopo un compianto funebre, fu posta sul rogo. Bruciò per un giorno, poi fu sotterrata in una profonda buca. Dopo alcuni secoli su quella collina fu fondato un casale, che, a ricordo del giovane lucano, fu chiamato Berlisguardo, reso poi in Bellosguardo.
La fonte più attendibile, invece, sembra essere quella dello storico Lucido Di Stefano, che nel suo libro Della Valle di Fasanella nella Lucania parla dell'aria salubre e mite di Belrisguardo, particolare che avrebbe reso piuttosto sani i suoi abitanti, tanto da avere tutti un colorito perfetto e una particolare freschezza in volto: un bello sguardo.

## Storia
Le origini di Bellosguardo sono legate indissolubilmente a Phasis o Fasanella, l'antica città posta lungo il Fiume Fasanella nella valle omonima, punto di riferimento dell'area fino all'inizio del 1400. Infatti in tale momento, tra il 1412 ed il 1420, vi fu un trasferimento di massa dei cittadini di Fasanella verso Bellosguardo, in cui era già presente un "castrum cum tortellino" detto "Palazzo Vecchio" edificato da Pandolfo di Fasanella (famoso per aver organizzato la famosa Congiura di Capaccio contro [Federico II di Svevia]) nel corso del tredicesimo secolo, dovuta probabilmente ad un'epidemia che portò al crollo degli abitanti di Fasanella e al popolamento di questa collina sui cui nasceva Belrisguardo.
In questi secoli anche i vari casali esistenti tra Fasanella e Bellosguardo, come Clitino e Fornari, si spopolarono a vantaggio di Bellosguardo. A conferma di ciò, il ritrovamento delle pergamene delle due chiese di San Michele, di Clitino e Bellosguardo, datate tra il 1369-72 le prime e 1413 le seconde, nella chiesa attuale di San Michele Arcangelo in Bellosguardo riportano, in parte, l'elenco degli stessi beni come testimoniato da Mons. Orazio Pepe.
Dal 1811 al 1860 ha fatto parte del circondario di Sant'Angelo a Fasanella, appartenente al Distretto di Campagna del Regno delle Due Sicilie.
Dal 1860 al 1927, durante il Regno d'Italia ha fatto parte del mandamento di Sant'Angelo a Fasanella, appartenente al Circondario di Campagna.

## Monumenti e luoghi d'interesse
- Chiesa di Santa Maria delle Grazie (1512), sorta come edificio conventuale dei Padri Minori di san Francesco. Sull'entrata della chiesa si notano due leoni e, all'aprirsi della porta, si trova una scala interna, che conduce alla chiesa vera e propria. Essa è divisa in due navate, di cui quella laterale in mattoni. In quest'ultima si conserva un grande crocifisso, mentre ai lati si trova una caratteristica statua di san Sebastiano, raffigurato nel momento del martirio, mentre guarda alla colorata vetrata che raffigura la Madonna col bambino. Nella navata centrale si nota sin da subito sull’altare il cinquecentesco affresco raffigurante la Pietà, con evidenti riferimenti a Cimabue. Purtroppo non è giunto sino ai giorni nostri il volto della Madonna, colpito accidentalmente con un palo da degli operai. Sovrasta l'affresco la settecentesca statua della Madonna delle Grazie, proveniente da Napoli.  L'altare è contornato da statue che raffigurano sant'Antonio da Padova, san Francesco e san Michele. Infine, sempre nella navata centrale si conserva un grande polittico al cui interno sono conservate reliquie dei santi rappresentati. Il polittico è fiancheggiato dalla statua dell'Immacolata. Il convento ha ospitato, tra i tanti monaci, anche fra' Lorenzo Ganganelli, che in seguito prese il nome di papa Clemente XIV.[12]
- Chiesa madre di San Michele Arcangelo, edificio religioso che presenta tre affreschi del pittore salernitano Pasquale Avallone.
- Cappella di San Giuseppe. Cappella del vecchio cimitero, oggi non più esistente, conserva una statua della Madonna e una raffigurante il titolare.
- Bosco Macchia, area boschiva attrezzata.
- Palazzo e Giardino De Philippis, un tempo appartenente ad Alessandro De Philippis, docente di selvicoltura all'università di Firenze e poi donata al Comune.

## Società

### Evoluzione demografica
Abitanti censiti

### Religione
La maggioranza della popolazione è di religione cristiana appartenenti principalmente alla Chiesa cattolica; il comune appartiene alla forania di Sant'Angelo a Fasanella, della diocesi di Teggiano-Policastro ed è composto dalla parrocchia di San Michele Arcangelo.

## Geografia antropica
Nel territorio comunale oltre all'abitato di Bellosguardo non vi sono altri centri abitati.

## Economia
L'economia del territorio è legata essenzialmente all'agricoltura.
I prodotti agroalimentari tipici del territorio sono: 
- Il vino prodotto da uve autoctone (Aglianico e Fiano)
- L'olio extra vergine di oliva
- La sfogliatella di Bellosguardo.

## Infrastrutture e trasporti

### Strade
- Strada statale 166 degli Alburni;
- Strada provinciale 124 Innesto SS 166-Bellosguardo.
- Strada provinciale 186 Bellosguardo-Frascio-Innesto SS 166.
- Strada provinciale 418 Roscigno-Bellosguardo.
- Strada provinciale 439 Innesto SS 166 (ponte sette luci)-Innesto per Villa Littorio-Bellosguardo (Isca Tufolo).
- Strada provinciale 440 Innesto Isca Tufolo-Ponte sul Torrente Fangiola-Villa Littorio.

## Amministrazione
Il comune fa parte della comunità montana Alburni e del parco nazionale del Cilento, Vallo di Diano e Alburni. Rientra inoltre nella Strategia nazionale Aree interne - Area Cilento Interno.
Le competenze in materia di difesa del suolo sono delegate dalla Campania all'Autorità di bacino interregionale del fiume Sele.

### Sindaci
| Periodo        | Periodo        | Primo cittadino  | Partito                            | Carica  | Note |
| -------------- | -------------- | ---------------- | ---------------------------------- | ------- | ---- |
| 23 aprile 1995 | 13 giugno 1999 | Gerardo Palamone | lista civica                       | Sindaco |      |
| 13 giugno 1999 | 12 giugno 2004 | Francesco Pepe   | centro-sinistra                    | Sindaco |      |
| 13 giugno 2004 | 6 giugno 2009  | Francesco Pepe   | lista civica                       | Sindaco |      |
| 7 giugno 2009  | 25 maggio 2014 | Giuseppe Parente | lista civica                       | Sindaco |      |
| 25 maggio 2014 | 26 maggio 2019 | Giuseppe Parente | lista civica Insieme per il Futuro | Sindaco |      |
| 26 maggio 2019 | 10 giugno 2024 | Giuseppe Parente | lista civica Uniti per il Futuro   | Sindaco |      |
| 10 giugno 2024 | in carica      | Giuseppe Parente | lista civica Uniti per il Futuro   | Sindaco |      |

## Sport

### Impianti sportivi
- Campo di calcio San Michele[16].
- Campo di calcetto "Emilio Pepe".